# Rivière Dagenais
Pour les articles homonymes, voir Dagenais.
La rivière Dagenais est un tributaire du lac Abitibi. Ce cours d'eau traversant les municipalités de Poularies, Sainte-Germaine-Boulé et de Palmarolle, dans la municipalité régionale de comté (MRC) de Abitibi-Ouest, dans la région administrative de Abitibi-Témiscamingue, au Québec, au Canada.
La rivière coule surtout en zones agricoles, sauf la zone forestière de tête de la rivière.

## Géographie
Les bassins versants de la rivière Dagenais sont :
- côté nord : ruisseau Ménard, rivière du Su, rivière La Sarre, ruisseau du Lièvre ;
- côté est : rivière Lois, ruisseau Pézès ;
- côté sud : rivière Palmarolle, rivière Cachée, rivière Poularies, rivière Fréville.

D'une longueur d'environ 55 km, la rivière Dagenais tire sa source du marais Lefève (altitude : 315 m), en milieu forestier dans le Poularies.
Les eaux de la rivière Dagenais coule vers le nord entre le lac de tête et le croisement de la route 101, puis vers le nord-ouest en traversant des zones agricoles et en passant au nord du village de Sainte-Rose dans la municipalité de Poularies. La rivière bifurque alors vers le sud-ouest et récupère les eaux de la rivière Maheux (venant du sud-est), du ruisseau du Lièvre (venant du nord-ouest) et de la rivière Palmarolle (venant du sud) ; dans ce segment, la rivière forme de nombreux serpentins en traversant des zones généralement agricoles.
Dans le 3e rang, à la limite de Sainte-Germaine-Boulé et de Palmarolle, soit à la hauteur de l'embouchure de la rivière Palmarolle, la rivière Dagenais bifurque vers le nord pour parcourir 11 km (mesuré en suivant le courant), toujours en zone agricole, jusqu'au pont du village de Palmarolle. En traversant le village de Palmarolle, la rivière forme deux grandes courbes. Le segment de rivière, entre le pont de Palmarolle et le lac Abitibi, est de 6,5 km. La rivière se déverse sur la rive est dans la baie Palmarolle qui constitue une échancrure du lac Abitibi. La presqu'île, formant la rive nord de cette baie, comporte une zone de marais.

## Toponymie
Jadis, les Algonquins de la région utilisaient l'appellation d'Okanesiwi Sibi, signifiant rivière de l'achigan, pour désigner cette rivière.
L'appellation rivière Dagenais évoque Joseph-Émile Dagenais, né en 1903, prospecteur minier dans la région de l'Abitibi au cours des années 1920. Cette désignation toponymique avait été attribuée, à cette époque, par un ingénieur dont le patronyme de famille est Habberburgh.
Le toponyme rivière Dagenais a été officialisé le 5 décembre 1968 à la Banque des noms de lieux de la Commission de toponymie du Québec.